# Erwise
Erwise — один из первых веб-браузеров и самый первый браузер с графическим пользовательским интерфейсом.
Выпущенный в апреле 1992 года продукт был написан для компьютеров, работающих на ОС Unix и использующих X Window System, с применением открытой библиотеки W3. Erwise является совместным магистерским проектом четырёх финских студентов Хельсинкского Политехнического Университета: Кима Ниберга, Теему Рантанена, Кати Суоминен и Кари Сюдямаанлакки. Группа решила создать браузер по предложению Роберта Кайо, посещавшего университет. Научным руководителем студентов был Ари Леммке.
Однако после того, как все четверо студентов выпустились из университета и занялись собственными проектами, работа над Erwise остановилась. Создатель Всемирной Паутины Тим Бернерс-Ли специально ездил в Финляндию для того, чтобы уговорить студентов продолжить работу над проектом, однако никто из них не смог это сделать из-за недостаточного финансирования.
Название Erwise происходит от английского слова otherwise («иначе») и наименования группы, работавшей над проектом OHT.

## Характеристики
Браузер обладал следующими характеристиками:
- Поддержка разных шрифтов.
- Подчёркнутые ссылки. Для перехода по ссылке надо было щёлкнуть по ней мышкой два раза.
- Erwise мог работать в многоэкранном режиме.
- Возможность работы с местными файлами.
- Тим Бернерс-Ли имел возможность продолжить работы над проектом Erwise и довести его до конца, но не смог этого сделать, так как документация по проекту была составлена на финском.

## Недостатки
Браузер Erwise работал крайне нестабильно на некоторых UNIX-подобных операционных системах.